# 尿路感染症
尿路感染症（にょうろかんせんしょう、urinary tract infection、UTI）とは、腎臓から尿管、膀胱を通って尿道口にいたる尿路に病原体が生着して起こる感染症。下部尿路に影響を与える場合は膀胱感染症（膀胱炎）として知られ、上部尿路に影響を与える場合は腎臓感染症 （腎盂腎炎） として知られる 。
尿は腎臓の糸球体でまず血液が濾過され、尿細管にて再吸収が行われ、集合管に集められる。集合管が合流して肉眼的に見えるようになった部分が腎杯であり、腎杯のさらに下流には、腎臓の中央に存在する腎盂があり、片側の腎臓で作られた尿のすべてがこの腎盂で合流する。腎盂は腎臓の外に出たところで尿管に移行し、左右の尿管によって膀胱に流入する。膀胱の出口は内尿道口と呼ばれ、内尿道口を出ると尿道を経由し、体表に開いている部分(外尿道口)に到達する。以上の経路を、尿路と呼ぶ。男性の場合、精巣上体や前立腺も尿路に含む場合がある。尿路感染症は、上記の尿路に細菌・ウイルス・真菌が感染することによって起こる感染症である。
感染の最も一般的な原因は大腸菌だが、他の細菌や真菌が原因のこともある。リスクファクターには、女性の解剖学的構造、性交、糖尿病、肥満、家族歴が含まれる 。
女性の場合尿道口が肛門に近いため、大便に含まれる雑菌類が尿道に入りやすいことに加え、尿道が短いため侵入した雑菌が膀胱等に到達しやすい。また、尿道口が外性器や陰毛よりも内側にあるため、排尿後に残尿が性器に残りやすいこともリスクファクターであり、これを防ぐために排尿後に都度性器を拭う必要がある。しかし、この際にトイレットペーパーを後ろから前に動かすと、かえって肛門付近の雑菌を性器に運んでしまうため、用便後は前から後ろに向かって拭くこと、排尿の後始末の場合には紙を大きく動かさず、性器にしっかりと押し当てて吸い取るように拭くよう心がけることが望ましい。野外での排尿など、トイレットペーパーがない状況下での排尿は局部や下着に残尿を残すことに直結し、リスクを増大させるため、可能な限り避けるかあらかじめティッシュペーパーを持参するのが望ましい。
性交はリスクファクターだが、UTIは性感染症(STI) には分類されない。不潔な手を用いたマスターベーションは特に女子でリスクを高めるため、事前の手洗い等が推奨される。
腎臓感染症が発生する場合、通常は膀胱感染症の後に起こるが、血液由来の感染症によって引き起こされる場合もある 。若くて健康な女性であれば、診断は症状のみに基づいて行うこと可能である。症状が曖昧な場合は、感染症がなくても細菌が存在している可能性があるために、診断は困難となりえる。複雑ケースや治療が失敗した場合には、尿培養が役立ちうる 。
再発症は一般的である 。

## 分類
尿路感染症は、病原体と感染の部位により分類される。ここでは、感染部位からの分類について述べる。病原体については、「病原体」を参照のこと。

### 上部尿路感染症
上部尿路感染症とは、膀胱よりも上流の尿路の感染症である。臨床的には、発熱を伴う尿路感染症が上部尿路感染症を疑わせる。
- 急性腎盂腎炎
- 急性巣状細菌性腎炎

### 下部尿路感染症
下部尿路感染症とは、膀胱以下の尿路の感染症である。発熱は通常伴わない（急性前立腺炎は例外である）。
- 膀胱炎
- 尿道炎
- 急性前立腺炎

### 複雑性尿路感染症
尿路感染症のうち、解剖学的あるいは機能的な尿路の異常（先天性・後天性は問わない）を伴うものを複雑性尿路感染症と呼ぶ。複雑性尿路感染症は単純性と比べ、反復しやすい、上部尿路感染症が多い、起因菌が抗菌薬に耐性となりやすいといった特徴があり、治療・管理上の問題点となる。
尿路の異常の例として、以下のようなものがある。
膀胱尿管逆流 (VUR)
膀胱から尿管へは、通常は尿が逆流しない。しかし膀胱尿管移行部の構造に異常があったり、未熟であるために逆流が起こっていると、尿路感染症になりやすい。乳児のVURは、軽度のものならば成長に伴って自然軽快する可能性がある。
重複腎盂尿管
ひとつの腎臓に対して、腎盂・尿管が2組以上存在する奇形。VUR、水腎症を高率に合併している。
尿管狭窄
尿管または腎盂尿管移行部に狭窄があるため、尿の流れに鬱滞が起こる。このため感染を起こしやすい。
水腎症
VURや尿管狭窄のため、腎盂に尿がたまって拡張している状態。感染を起こしやすいだけでなく、高度になると腎実質の機能にも障害を及ぼす可能性がある。
尿管瘤
尿管狭窄や先天性の異常により、尿管が異常に拡張した状態。
神経因性膀胱
脊髄損傷、二分脊椎症、その他の神経疾患のために、排尿機能に異常が生じている状態。膀胱が収縮しても尿道括約筋が弛緩しないために、膀胱内圧が異常に高まり、結果としてVURを起こすなどの異常が生じる。また、排尿時に膀胱内に尿が残る（残尿）と、この残尿も感染の原因となる。

## 症状
発熱
発熱を伴う場合、上部尿路感染症を示唆する。
腰背部痛
腰・背中の鈍痛。強いときには腹痛も伴うことがある。背中の中央を軽くたたくだけでも、響くような痛みがある。これも上部尿路感染症を示唆する。
頻尿
尿が少ししかたまっていなくても排尿したくなる。膀胱炎に特徴的。
排尿痛
排尿時に、焼け付くような痛みがある。膀胱炎のほか、尿道炎の主症状である。
血尿
出血性膀胱炎では、鮮血の混じった肉眼的血尿を呈する。

## 原因
市中感染の尿路感染症においては、原因の80～85%を腸由来の尿路病原性大腸菌が占めており、5 ～ 10%は黄色ブドウ球菌である。まれにウイルスまたは真菌感染が原因のことがある。医原性の尿路感染症（主に尿道カテーテル）においては、大腸菌（27%）、クレブシエラ菌（11%）、シュードモナス菌（11%）、真菌性病原体カンジダ・アルビカンス(9%)、腸球菌(7%) などなど、より広範囲の病原体が関連しうる。黄色ブドウ球菌による尿路感染症は、通常は血液由来の感染症に続発して発生する 。クラミジア・トラコマチスとマイコプラズマ・ジェニタリウムは尿道に感染するが、膀胱には感染しない。これらの感染症は、一般的には尿路感染症ではなく尿道炎として分類される。

### 病原体
細菌による尿路感染症が頻度が高く、重要である。年齢層によって起因菌となる細菌は異なってくる。
- 幼少児…大腸菌、腸球菌、シトロバクター・フロインディイ（Citrobacter freundii）（英語版）[20]など、腸管内に棲息する細菌が原因となることが多い。
- 思春期以降…大腸菌、クレブシエラ属、プロテウス属、エンテロバクター属など腸内細菌科のほか、淋菌(Neisseria gonorrheae)、クラミジア・トラコマティスなど性感染症 (STD) としても起こる。
  - 女性の急性単純性膀胱炎の原因菌としては、大腸菌が77.8%と多数を占める[21]。次いで Staphylococcus saprophyticus (5.2%), Klebsiella pneumoniae(3.4%), Enterococcus faecalis(2.8%)であった。
- 複雑性尿路感染症（後述）、免疫不全患者など…緑膿菌、真菌、セラチア属などが問題になりやすいほか、クレブシエラ属や腸球菌などでも抗菌薬に高度耐性である菌がみられる頻度が高く、注意が必要である。大腸菌の薬剤耐性も進んでおり、レボフロキサシン感受性株は90.6%、シタフロキサシン感受性株は97.2%であった。[22]

ウイルス性の尿路感染症の中では、アデノウイルスによる出血性膀胱炎が重要である。

## 検査
尿検査
尿定性で白血球反応陽性、亜硝酸塩陽性（必発ではない。尿中の硝酸塩は、腸内細菌が多いと還元されて亜硝酸塩になるため。菌によっては陰性を呈する。） 時に潜血も伴う。沈渣では、白血球を多数（多くは、100/視野以上）認め、細菌を認めることもある。
- 検尿で細菌がみられても無症候性細菌尿であることもある。無症候性細菌尿は健常な若年女性では1%未満とまれだが、80歳以上の高齢者では22%でみられるという報告がある。

血液検査
下部尿路感染症では、ほとんど異常なし。上部尿路感染症では、白血球数・好中球数の増加、CRPの上昇などの炎症反応を認める。
細菌検査
尿培養で起炎菌を分離する（クラミジア、淋菌など、通常の培養では難しいものもある）。感受性検査を行い、有効な抗菌薬を判定する。上部尿路感染症では、血液培養が陽性となることもある。
排尿時膀胱造影
経過から複雑性尿路感染症が疑われる場合に行われるが、小児ではすべての上部尿路感染症患児に行っている施設もある。膀胱内に造影剤を注入し、膀胱尿管逆流 (VUR) の有無を調べる。
経静脈的腎盂造影
静脈内に造影剤を注射し、尿中に排泄された造影剤をX線撮影する。膀胱から尿管までの画像が得られ、水腎症や尿管瘤の検索に有用である。
腎シンチグラム
静脈内に微量の放射性同位体を注射し、腎への取り込みをみる。急性期には、上部尿路感染症の鑑別に役立ち（上部尿路感染症では、取り込みの欠損像が見られる）、回復期には、VURや反復性感染による腎の瘢痕を検索するのに役立つ。
レノグラム
静脈内に微量の放射性同位体を注射し、尿への同位体の排泄を経時的に観察する。左右それぞれの腎機能、尿流を見ることができ、糸球体濾過率 (GFR) なども測定できる。
MRI
腎臓、尿管の詳細な構造を得ることができる。

## 治療
起炎菌にあった抗菌薬の投与。多くの種類の抗菌薬が腎から尿中に排泄され、濃縮されているために、尿路感染症は抗菌薬投与によって改善しやすい疾患である。しかし、抗菌薬の投与期間が不足していると、簡単に再発する場合もある。抗菌薬の副作用や細菌の薬剤耐性化、菌交代現象を避けるため、抗菌薬の選択は感受性検査に基づいて最適なものを選ぶことが望ましい。
下部尿路感染症では、ほとんどの場合経口抗菌薬での治療が可能である。上部尿路感染症では、全身状態が悪い場合には静脈内投与を要する。乳幼児の上部尿路感染症では、原則として入院し、抗菌薬の静脈内投与を行う。
（2007年現在）日本では、淋菌はキノロン系抗菌薬に対して薬剤耐性を獲得していることが多いため、キノロン系抗菌薬（特にレボフロキサシン）は用いず、セフトリアキソン1g静脈投与が標準治療となっている。
起炎菌が同定されていない場合は、ST合剤（バクタなど）やミノサイクリン（ミノマイシンなど）を用いることも多い（ST合剤は副作用が多く、レボフロキサシンを用いざるを得ないこともある）。
また、水分を十分に摂取し（できない場合は点滴して）、尿流を鬱滞させず、排尿を促すことも必要である。
複雑性尿路感染症の場合、再発予防のため、急性期を過ぎた後も少量の抗菌薬を予防内服することもある。

## 合併症
上部尿路感染症を反復している場合、腎に瘢痕を残すことによって腎機能の低下を招くことが懸念される。
上部尿路感染症は敗血症の原因として頻度が高く、ひとたび敗血症となると播種性血管内凝固症候群や多臓器不全に陥る危険性もあるため、高齢者や免疫不全患者の上部尿路感染症には特に注意しなければならない。結石性腎盂腎炎、いわゆる膿腎症では閉塞機転のため典型的症状を来たさないことがあり、注意を要する（膿尿はなく、水腎症を来たすなど）。

## 疫学
小児の感染症の中では、気道感染症についで頻度が高いが、特異的な症状が出にくいために見逃される危険がある。小児の尿路感染症は「かぜ症状」を伴わない発熱として認識されることが多く、抗菌薬の投与で解熱しやすいため、尿路感染症の診断がなされないまま治癒している例も相当数存在していると考えられる。
10歳以上の年齢では、女性は男性よりも数倍頻度が高い。これは、男性の尿道が女性よりも長く、狭窄部位があるために、細菌が上行しにくいためである。 このため、男性以上に衛生に気を配る必要がある。具体的には下着のこまめな洗濯、排便・排尿後にはトイレットペーパーを正しく使用する(前述)こと、マスターベーションを行う前に手指を洗うこと、野外などトイレットペーパーのない場所で排尿しないこと、やむを得ず野外で排尿する場合はティッシュペーパーを準備すること、証拠保全が必要な強姦の場合を除き性交後に性器を洗うことなどである。
若年（50歳未満）の男性患者では、尿路感染症になりやすい何らかの原因があることが疑われる。尿路感染症を起こしやすい原因としては、包茎、不特定多数との性的接触、性交後に排尿をしない、HIV陽性などである。
また、一般的に夏場に感染することが多いことが知られている。